# Mission Hill (Dakota del Sur)
Mission Hill es un pueblo ubicado en el condado de Yankton en el estado estadounidense de Dakota del Sur. En el Censo de 2010 tenía una población de 177 habitantes y una densidad poblacional de 208,35 personas por km².

## Geografía
Mission Hill se encuentra ubicado en las coordenadas 42°55′15″N 97°16′45″O / 42.92083, -97.27917. Según la Oficina del Censo de los Estados Unidos, Mission Hill tiene una superficie total de 0.85 km², de la cual 0.85 km² corresponden a tierra firme y (0%) 0 km² es agua.

## Demografía
Según el censo de 2010, había 177 personas residiendo en Mission Hill. La densidad de población era de 208,35 hab./km². De los 177 habitantes, Mission Hill estaba compuesto por el 98.31% blancos, el 0% eran afroamericanos, el 1.13% eran amerindios, el 0% eran asiáticos, el 0% eran isleños del Pacífico, el 0.56% eran de otras razas y el 0% pertenecían a dos o más razas. Del total de la población el 1.13% eran hispanos o latinos de cualquier raza.